# Леон Багріт
Сер Леон Багріт (13 березня 1902 — 22 квітня 1979) був провідним британським промисловцем і піонером автоматизації.

## Молодість і освіта
Народжений у сім'ї євреїв у Києві, у Російській імперії (Україна), сер Леон вивчав право в Біркбек-коледжі Лондонського університету, створив власну компанію в 1935 році та багато років очолював оновлену фірму Elliott-Automation. Ltd., яка, за межами Сполучених Штатів, була найбільшим виробником комп'ютерів у світі.

## Кар'єра
Леон Багріт був членом Ради з наукових і промислових досліджень (1963—1965) та Консультативної ради з технологій (1964—1979). Він був директором Королівського оперного театру, Ковент-Гарден, 1962—1970. Він заснував Друзі Ковент-Гардена і очолював її в 1962—1969 роках. У 1964 році Бі-бі-сі запросила його виступити з лекціями Рейта. У шести передачах під назвою «Епоха автоматизації» він досліджував, як посилений технологічний розвиток того часу змінить спосіб життя людей і світ загалом.
Завдяки щедрості Bagrit Trust влітку 1991 року було відкрито спеціальну будівлю, Центр сера Леона Багріта. Цей Центр став наріжним каменем кафедри біоінженерії в Імперському коледжі Лондона та наступним кроком у розвитку біоінженерії в Імперіалі.